# オピテル・ウェルギニウス・トリコストゥス
オピテル・ウェルギニウス・トリコストゥス（ラテン語: Opiter Verginius Tricostus、生没年不詳）は共和政ローマ初期の政治家・軍人。紀元前502年に執政官（コンスル）を務めた。

## 経歴
紀元前502年にスプリウス・カッシウス・ウェケッリヌスと共に執政官に就任。紀元前5世紀に多数の高官を出すウェルギニウス氏族であるが、彼は氏族から出た最初の執政官であった。
リウィウスによると、ウェケッリヌスとトリコストゥスはラティウムの都市ポメティアを攻城兵器で力攻めしたものの、アウルンキ人の反撃を受け、執政官の一人が重傷を負い撤退した。しかしながら傷が癒えるのを待って再度攻め立て、最終的にはポメティアを破壊し、両執政官共に凱旋式を行ったとしている。
一方、ディオニュシオスによると、トリコストゥスがカメリアを攻略する間、ウェケッリヌスがサビニ人を打ち負かして凱旋式を挙行したとしている。凱旋式のファスティでもウェッケリヌスの凱旋式が記録されているのみである。

## 家族
トリコストゥスの父もオピテルであり、その素性からプロクルス・ウェルギニウス・トリコストゥス・ルティルス（紀元前486年の執政官）、ティトゥス・ウェルギニウス・トリコストゥス・ルティルス（紀元前479年の執政官）、アウルス・ウェルギニウス・トリコストゥス・ルティルス（紀元前476年の執政官）は、トリコストゥスの息子と思われる。

## 参考資料
1. ↑  Alan Edouard Samuel (1972). Greek and Roman Chronology: Calendars and Years in Classical Antiquity. C.H.Beck. pp. 256–. ISBN 978-3-406-03348-3
2. ↑  リウィウス『ローマ建国史』、ii. 17.
3. ↑  ディオニュシオス『ローマ古代史』、v. 49.
4. ↑  T. Robert S. Broughton, The Magistrates of the Roman Republic Vol.1 (1952)、 p. 8
5. ↑  Johann Georg Baiter; Carlo Fèa (1837). Fasti consulares triumphalesque romanorum. Typis Orellii, Fuesslini et soc.. pp. 231–